# Sông Amstel

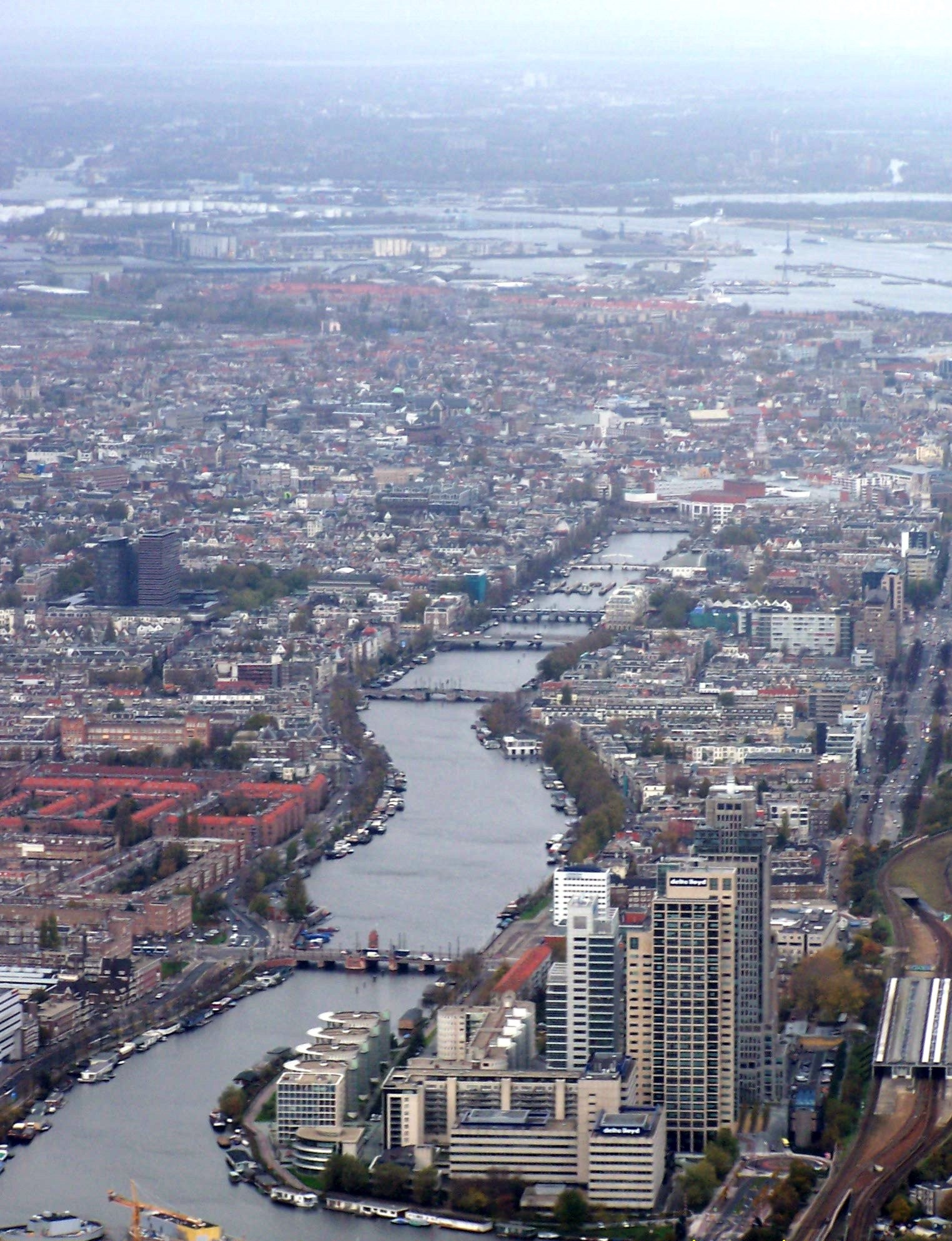
Sông Amstel

Sông Amstel khởi nguồn từ hai con sông nhỏ có tên là Drecht và Kromme Mijdrecht, chúng giao nhau ở phía bắc vùng Uithoorn. Sau khi con đập Amstel-Drecht Kannal được xây dựng, giờ đây thượng nguồn sông Amstel bắt đầu từ vùng nơi sông Drecht và con kênh Aarkannal giao nhau gần thị trấn Nieuwveen. Hạ nguồn sông Amstel là thành phố Amsterdam, sau đó nó đổ ra vịnh IJ. Tuy nhiên, vào năm 1936 phần cuối của con sông (được gọi là Rokin) đã được xả đầy nước nên ngày nay hạ nguồn Amstel đổ về vùng nước gần quảng trường Muntplein mặc dù nó vẫn thông với vịnh IJ qua các đường ống nước ngầm trong đô thị.
Con cầu Magere Brug nổi tiếng tại Amsterdam bắc qua dòng sông này, ngoài ra cũng có nhiều con cầu khác như Blauwbrug, Hoge Sluis và Berlagebrug. Tòa Thị Chính thành phố Stopera và nhà hát Opera lẫn rạp Carre đều nằm ngay bên bờ con sông này.
Hàng năm cứ vào Lễ Độc Lập (Bevrijdingsdag), một buổi biểu diễn nghệ thuật được tường thuật trực tiếp toàn quốc sẽ diễn ra ở đây. Thượng nguồn sông Amstel cũng là nơi tổ chức cuộc đua thuyền hàng năm và lễ hội Heineken Roeivierkamp. Con sông này cũng nằm trong tuyến đường tổ chức Lễ Diễu Hành Trên Kênh - một lễ diễu hành để ủng hộ người đồng tính hàng năm ở Amsterdam.
Tên con sông cũng được dùng để đặt cho một loại bia là bia Amstel. Nhà máy ủ bia Amstel và rất nhiều nhà máy bia khác đều được xây dựng bên cạnh con sống bởi tại đây bia được sản xuất nhờ sức nước lấy từ sông Amstel.